# Malaysische Eishockeynationalmannschaft
Die malaysische Eishockeynationalmannschaft der Herren gehört zum malaysischen Eishockeyverband (Malaysia Ice Hockey Federation). Aktueller Trainer ist Gary Tan Khia Peng. In der IIHF-Weltrangliste belegte die Mannschaft nach der Weltmeisterschaft 2022 den 53. Platz.

## Geschichte
Die malaysische Eishockeynationalmannschaft nahm 2007 erstmals an einem offiziellen Turnier teil, als sie bei den Winter-Asienspielen den achten von elf Plätzen belegte. Im Spiel um Platz 7 unterlag das Team dem Gegner Kuwait deutlich mit 2:10. Im folgenden Jahr nahm Malaysia erstmals am IIHF Challenge Cup of Asia teil, als sie mit dem zweiten Platz hinter der Republik China ihren bislang größten Erfolg erzielen konnten. Ein Jahr später qualifizierte sich Malaysia für das Halbfinale, in dem die Nationalauswahl dem späteren Sieger aus den Vereinigten Arabischen Emiraten mit 1:3 unterlag. Das anschließende Spiel um Platz 3 entschied Malaysia mit einem 4:3 gegen Thailand für sich.
Die Südostasienspielen 2017 fanden in Malaysia statt und umfassten erstmals einen Eishockeywettbewerb. Dazu wurde die erste den IIHF-Regeln entsprechende Eisfläche in Malaysia gebaut, das 600 Zuschauer umfassende Malaysia National Ice Skating Stadium in der Nähe der Hauptstadt Kuala Lumpur. Das Turnier schloss Malaysia mit der Bronze-Medaille ab. Die Eisfläche erlaubt die Teilnahme Malaysias an der Eishockey-Weltmeisterschaft. Die malaysische Nationalmannschaft startete 2022 in der neu geschaffenen Division IV der Eishockey-Weltmeisterschaft und belegte den vierten Platz innerhalb der Gruppe, womit der Aufstieg in die Division III gelang. Dort musste das Team bei der Weltmeisterschaft 2023 nach fünf zweistelligen Niederlagen jedoch den umgehenden Wiederabstieg hinnehmen.

## Platzierungen

### Weltmeisterschaft
- 2022: 4. Platz, Division IV (Aufstieg in die Division IIIB)
- 2023: 6. Platz, Division III, Gruppe B (Abstieg in die Division IV)
- 2024: 4. Platz, Division IV
- 2025: 6. Platz, Division IV

### Winter-Asienspiele
- 2007: 8. Platz
- 2011: 10. Platz
- 2017: 15. Platz

### IIHF Challenge Cup of Asia
- 2008: 2. Platz
- 2009: 3. Platz
- 2010: 4. Platz
- 2011: nicht teilgenommen
- 2012: 3. Platz
- 2013: 7. Platz
- 2014: nicht teilgenommen
- 2015: 10. Platz
- 2016: 7. Platz
- 2017: 5. Platz (Abstieg in die Division I)
- 2018: 6. Platz (1. Platz Division I)
- 2019: 4. Platz

### Südostasienspiele
- 2017: 3. Platz
- 2019: 4. Platz